# Tanzgarnelen
Die Tanzgarnelen (Rhynchocinetidae) sind eine Familie aus der Ordnung der Zehnfußkrebse (Decapoda). Die ungefähr zwölf Arten leben weltweit in subtropischen und tropischen Meeren.

## Beschreibung
Die Familie umfasst mittelgroße, oft auffällig rot weiß gestreifte Garnelen. Dieses Muster löst die Körperform optisch auf und trägt so zur Tarnung der Tiere bei. Männliche Tanzgarnelen haben häufig vergrößerte Scheren am ersten Beinpaar. Tanzgarnelen leben oft in großen Gruppen unter Überhängen und in dunklen Spalten. Tanzgarnelen sind Allesfresser bevorzugen jedoch tierische Nahrung. Sie fressen gerne verschiedene Wirbellose.
Tanzgarnelen werden wegen ihrer hübschen Färbung auch in Aquarien gehalten, fressen dort aber gerne auch an verschiedenen Korallen.

## Arten
- Cinetorhynchus Holthuis, 1995
  - Cinetorhynchus concolor Okuno, 1996
  - Cinetorhynchus fasciatus Okuno & Tachikawa, 1997
  - Cinetorhynchus hawaiiensis Okuno and J.P.Hoover, 1998
  - Cinetorhynchus hendersoni (Kemp, 1925)
  - Cinetorhynchus hiatti (Holthuis & Hayashi, 1967)
  - Cinetorhynchus manningi Okuno, 1996
  - Cinetorhynchus reticulatus Okuno, 1997
  - Cinetorhynchus rigens (Gordon, 1936)
- Rhynchocinetes H.Milne Edwards, 1837
  - Rhynchocinetes durbanensis Gordon, 1936 – Durban Tanzgarnele
  - Rhynchocinetes rathbunae Okuno, 1996
  - Rhynchocinetes serratus (H.Milne Edwards, 1837)
  - Rhynchocinetes typus H.Milne-Edwards, 1837